# Anschlag auf die Metro Minsk

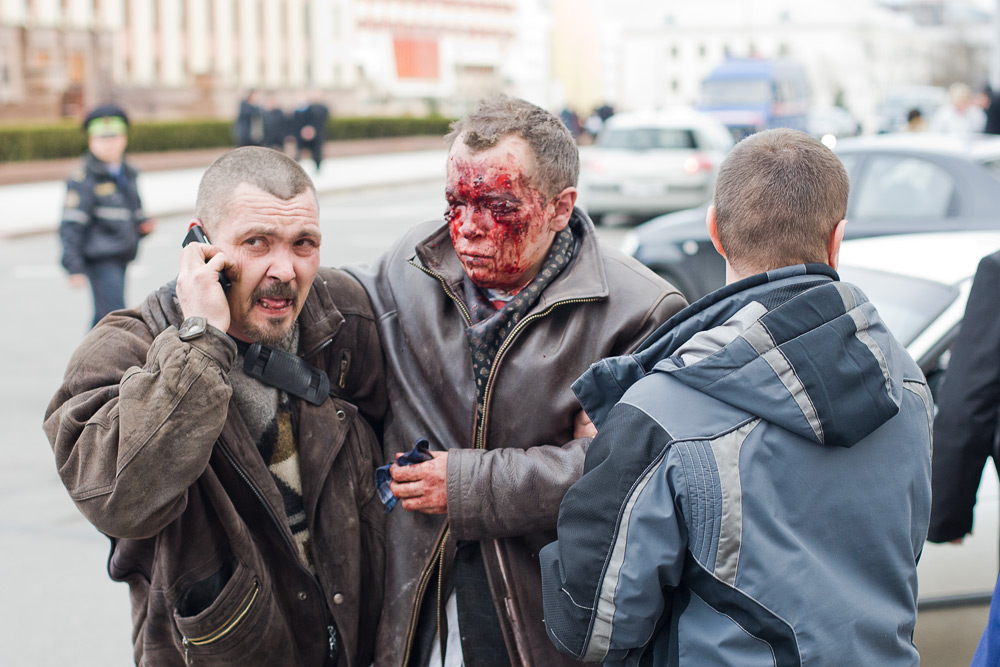
Verletztes Opfer des Anschlags

Der Anschlag auf die Metro Minsk war ein Bombenanschlag auf die Metro Minsk am 11. April 2011, bei dem 15 Menschen ums Leben kamen und 204 verletzt wurden.

## Hergang
Rund 100 Meter von der Metro-Station Kastrytschnizkaja (Кастрычніцкая) in Minsk entfernt liegt das Hauptbüro des belarussischen Staatspräsidenten Aljaksandr Lukaschenka. In der Metro-Station ereignete sich gegen 18 Uhr eine Explosion. Nach Angaben der Sicherheitskräfte war dafür eine ferngezündete, mit Nägeln und anderen Metallteilen präparierte Bombe verantwortlich.

## Verurteilungen
Zwei Verdächtigte, Wladislaw Kowaljow und Dmitri Konowalow, wurden festgenommen und unter anderem wegen Terrorismus angeklagt. Die Ermittler in Minsk nannten Mordlust als Anschlagsmotiv. Beide Angeklagte sollen weitere Attentate gestanden haben. Sie wurden am 30. November 2011 zum Tode verurteilt.
Das Urteil löste international Kritik aus. Prozessbeobachter sahen die Schuld der Verurteilten nicht als erwiesen an und bemängelten, dass das Verfahren nicht fair gewesen sei.
Entsprechend den Bestimmungen über den Vollzug der Todesstrafe in Belarus wurde der Hinrichtungstermin der beiden Verurteilten niemandem im Vorhinein mitgeteilt. Der Anwalt von Wladislaw Kowaljow hatte daher keine Möglichkeit mehr, Klage gegen das Urteil beim Obersten Gericht von Belarus einzureichen.
Am 16. März 2012 informierte das Oberste Gericht von Belarus die Angehörigen der beiden Verurteilten schriftlich darüber, dass die Hinrichtungen per Genickschuss vollzogen worden waren. Die staatliche Nachrichtenagentur BelTA meldete die Vollstreckung des Urteils am 17. März 2012. Zahlreiche europäische Regierungen sowie die Europäische Union verurteilten die Vollstreckung der Urteile und zogen die Rechtsstaatlichkeit des Verfahrens erneut in Zweifel.